# Omadhoo (Alif Dhaal-atol)
Omadhoo is een van de bewoonde eilanden van het Alif Dhaal-atol behorende tot de Maldiven.

## Demografie
Omadhoo telt (stand maart 2007) 418 vrouwen en 440 mannen.